# Військовий шолом

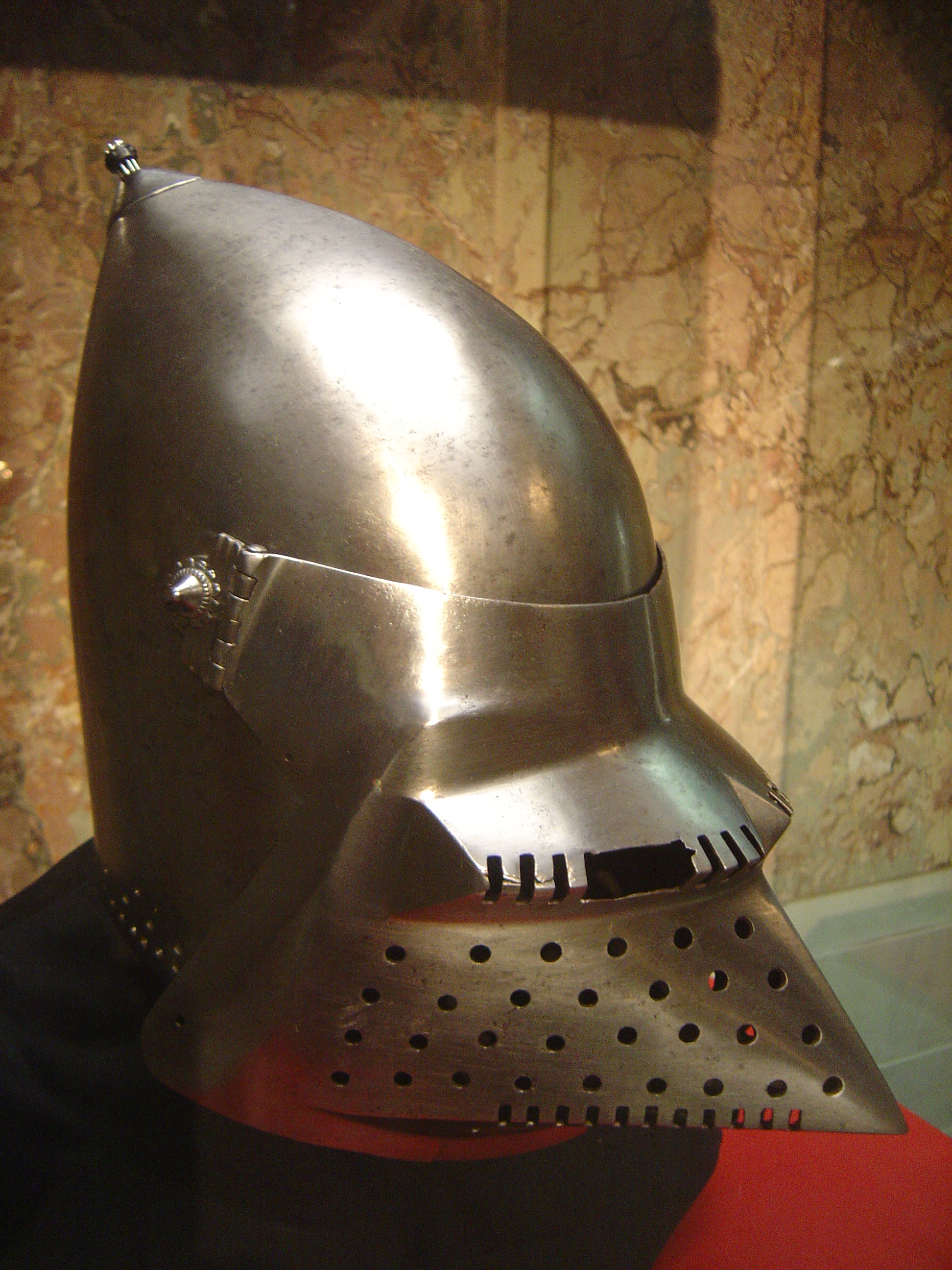
Італійський шолом (15 століття)

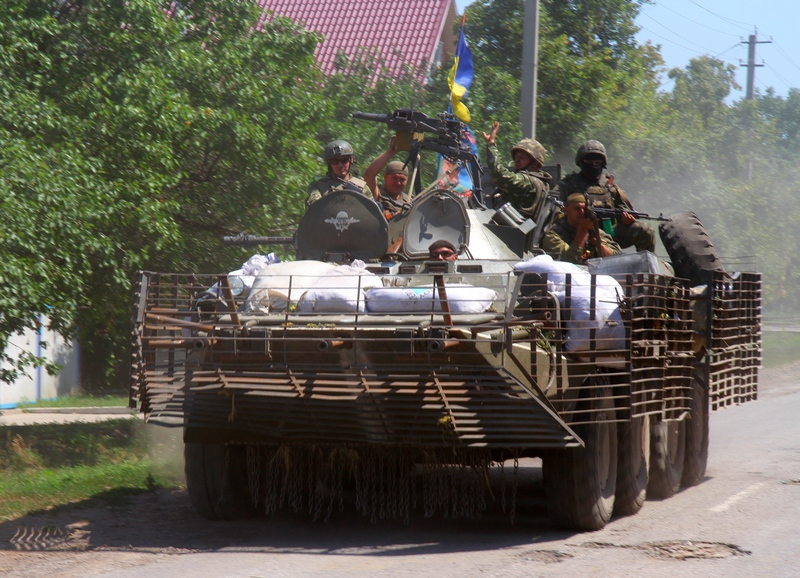
Військовослужбовці ЗСУ в захисних шоломах під час проведення АТО

Шоло́м — частина захисного обладунку, яка призначена для захисту голови. Шоломи відомі з часів ранньої бронзи і використовуються досі. Шоломи виготовлялися з різних матеріалів — окрім металевих відомі шоломи з дерева (Мезоамерика), шкіри чи навіть кісток (наприклад чукчі використовували шоломи з оленячих ребер). Сучасні шоломи цивільного призначення як правило виготовляються з пластику.
Сучасні шоломи захищають переважно від скалкових вибухових та дрібнокаліберних уражень з вогнепальної зброї. За великокаліберних прямих влучань висока ймовірність зламу шийних хребців, наслідки залежать від різних факторів: відстані, куту влучання тощо.

## Етимологія
Українське «шолом» (д.-рус. шеломъ) походить від прасл. *šelmъ. Споріднене з біл., болг., мак. і рос. шлем, пол. szłom, чеськ. šlem, серб. шлѝjем/šlijem, словен. šlẹ̀m, староцерк.-слов. шлѣмъ, шліємъ, шлемъ). Праслов'янське *šelmъ вважається давнім запозиченням з германських мов, від прагерм. *helma(z) («шолом»), яке походить від дієслова *helan («ховати», «зберігати»), похідного від праіндоєвропейського кореня *kel- («ховати», «зберігати»). З прагерм. *helma(z) також походять і давн.в-нім. і давн-англ. helm, гот. hilms, нім. Helm та англ. helmet.

## Елементи
|  | - A. Наголовок - Забороло - B. Козирок - C. Провітрювач / Наочник - D. Наборідник - E. Нашийник / Горловик - F. Комір |

## Історія
Попри усю різноманітність форм шоломи завжди захищали верхню частину черепа, зазвичай також потилицю та голову з боків до рівня вух, незрівнянно рідше обличчя та шию. Майже завжди шоломи були жорсткими конструкціями, оскільки захист голови від струсу мозку вимагає саме абсолютно жорсткого захисту. Для зручності носіння та для покращення захисних властивостей, зазвичай, шоломи мали, а сучасні завжди мають систему амортизації удару — підкладку (підшоломник) чи підвіску (сучасні шоломи практично усі мають саме підвіску).

### Шоломи Стародавньої Греції

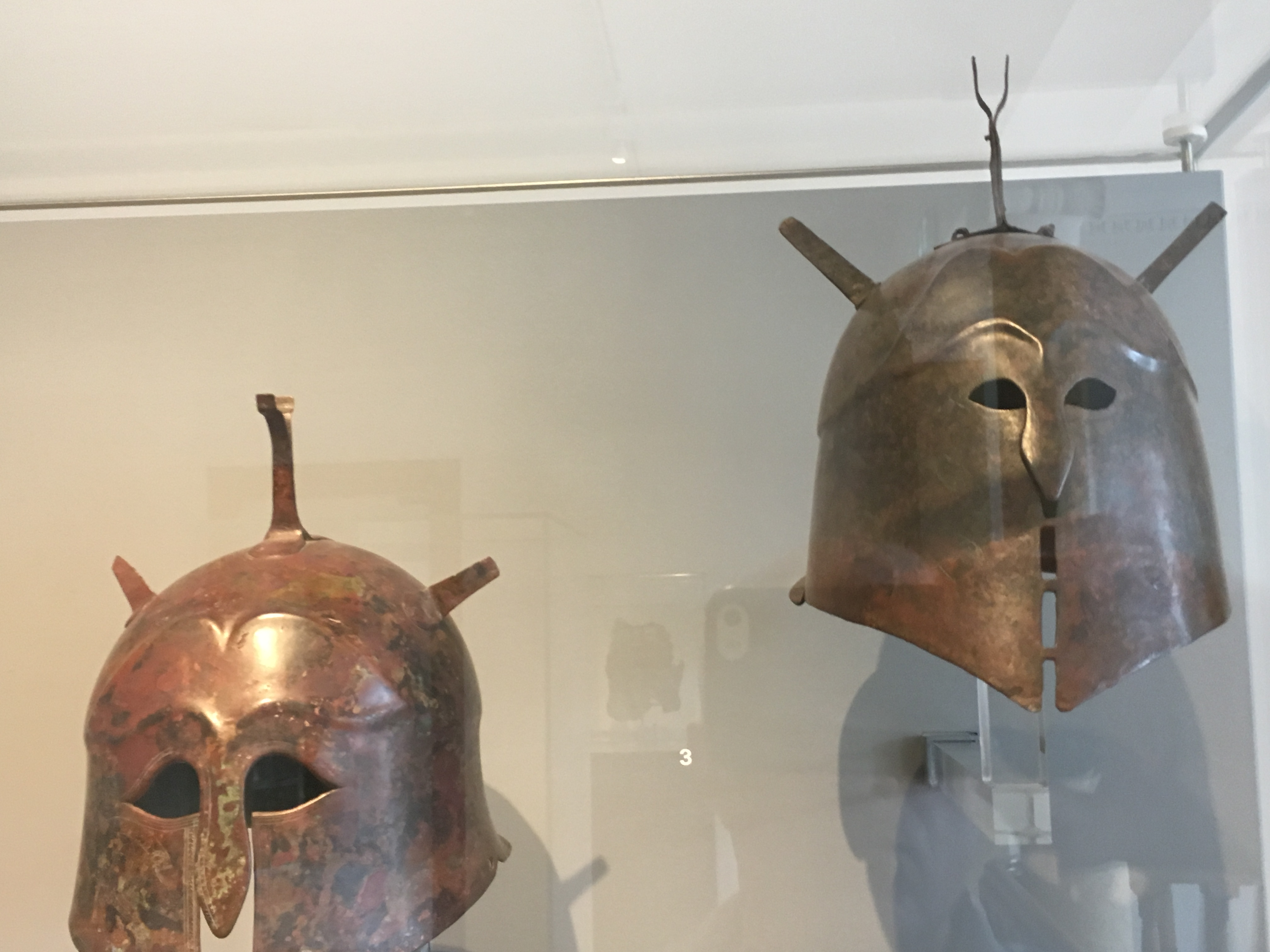
Шоломи апуло-коринфського типу з антенами в Музеї античності Базеля

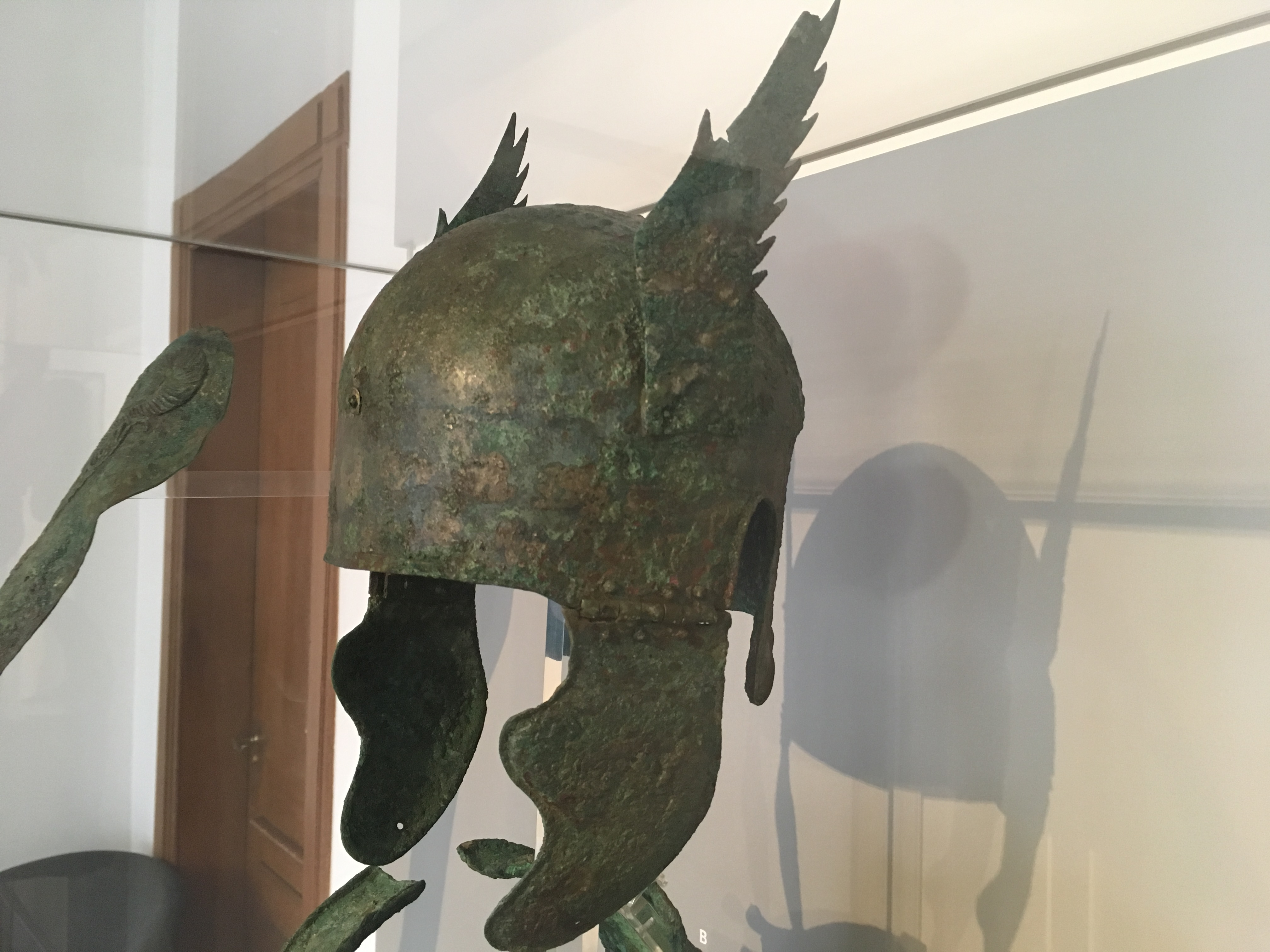
Шолом з антенами у вигляді крил в Музеї античності Базеля

- Ікловий шолом — шолом, зроблений з ікол дикого кабана
- Коринфський шолом — VI—V ст.
- Апуло-коринфський шолом — різновид корифського, застосовувався грецькими колоністами в Італії
- Аттичний шолом — відкритий, без нанісника
- Іллірійський шолом —
- Беотійський шолом —
- Пілос — шолом легкої піхоти
- Фригійський шолом — шолом доби Александра Македонського. Одержав назву за схожість з фригійським ковпаком.
- Фракійський шолом —
- Халкідський шолом — відкритий шолом з нащічними пластинами. Уживався греками з V ст., а також римлянами

### Шоломи Стародавнього Риму
- Монтефортіно
- Колю
- Імперський шолом
- Інтерцизський шолом
- Римсько-сасанідський шолом
- Пізньоримський гребенястий шолом
- Каркасний шолом

### Середньовіччя

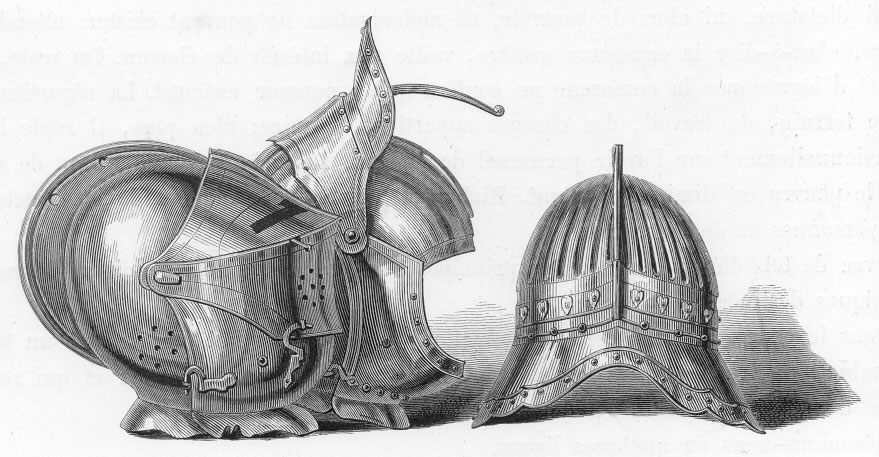
Середньовічні бойові шоломи литовського війська

- Топхельм
- Бацинет
- Бікок
- Мисюрка
- Шолом з нанісником
- Шолом з напівмаскою
- Шолом з личиною
- Чернігівський шолом
- Штехгельм, або «Ропушача голова»
- Шишак
- Цервельєр
- Хундсгугель
- Армет
- Барбют
- Кабуто
- Дзінґаса

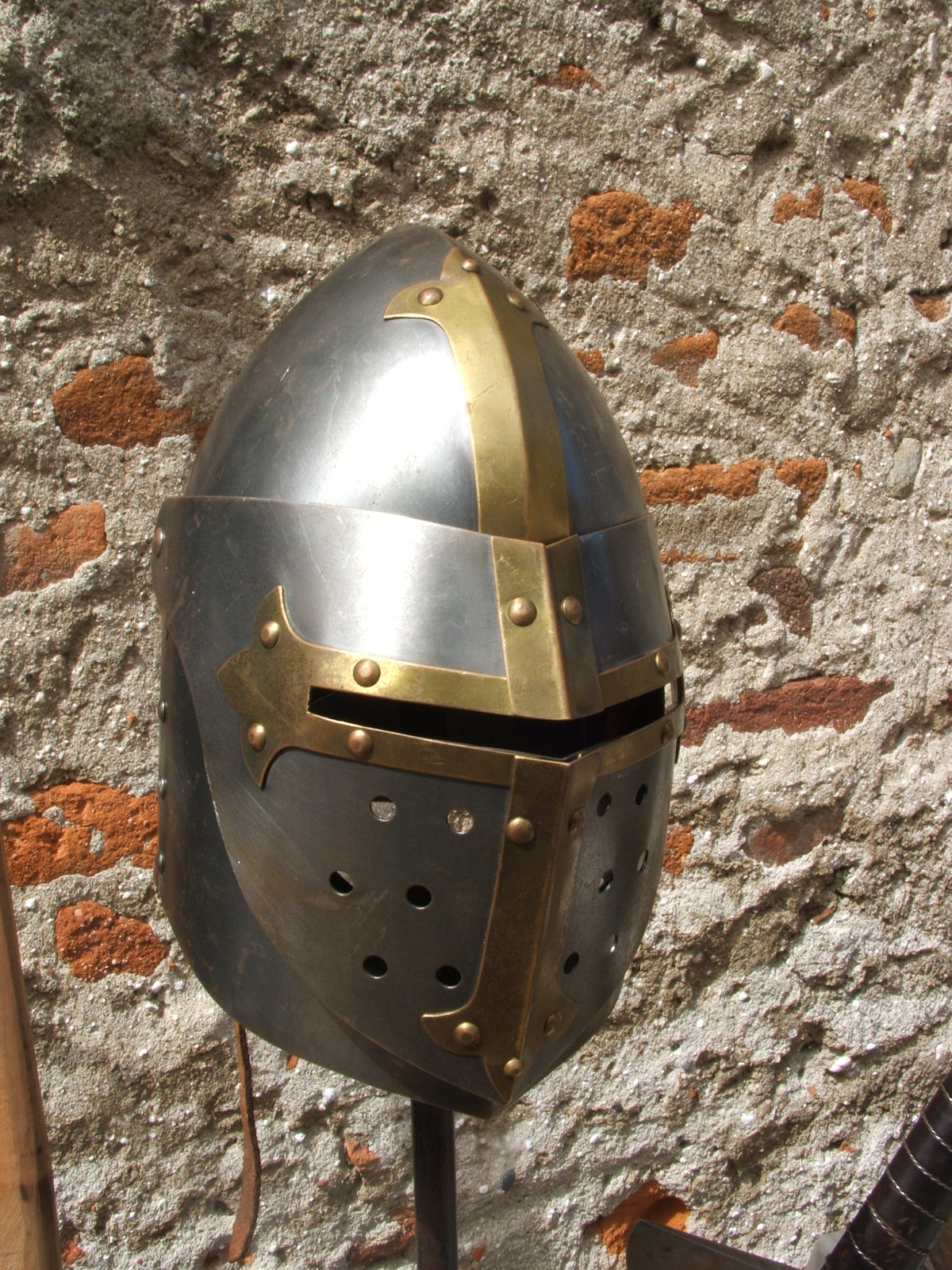
Цукрова голова, різновид топхельма
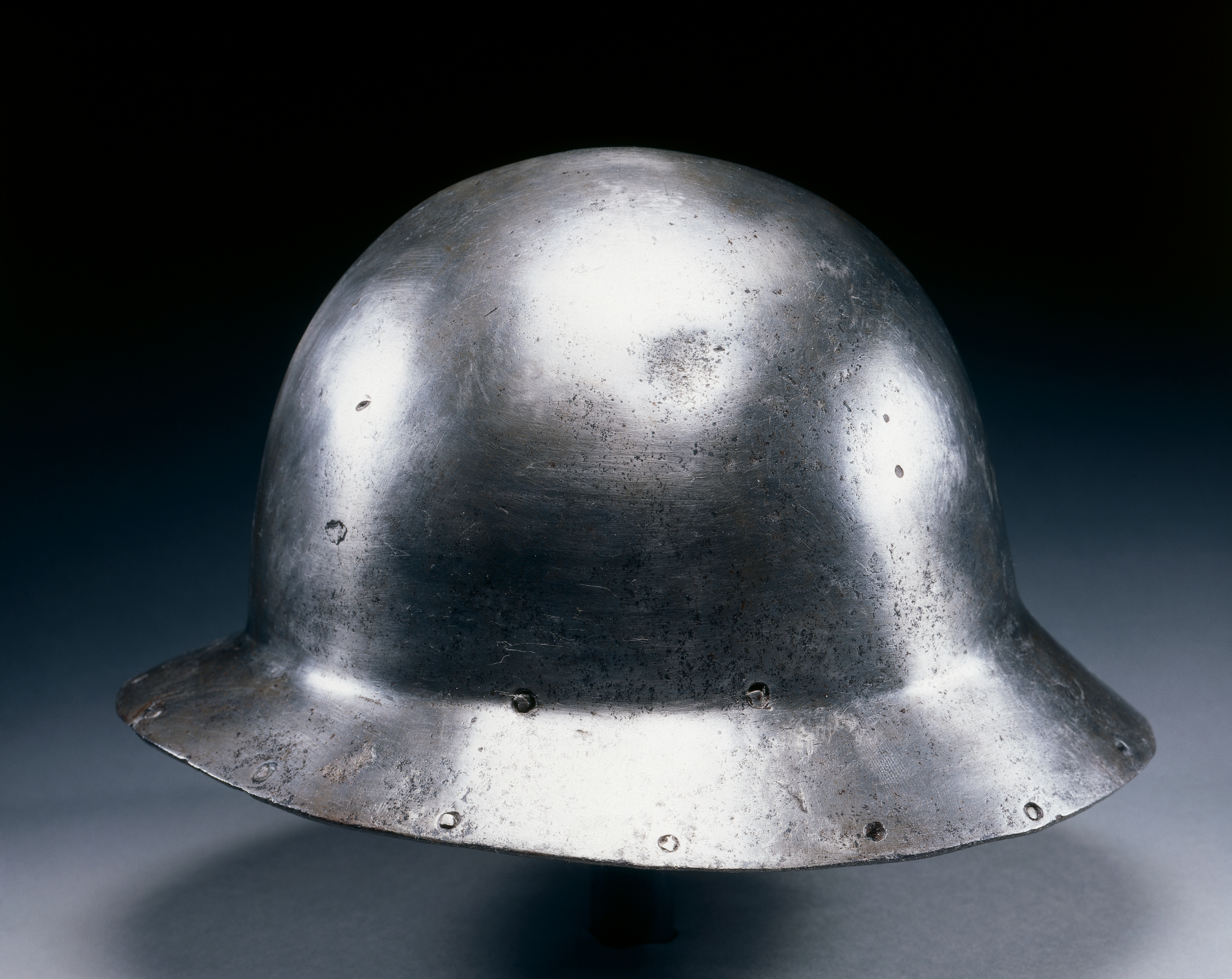
Капеліна

### Ранній модерн
- Єрихонка
- Кабасет
- Штурмак

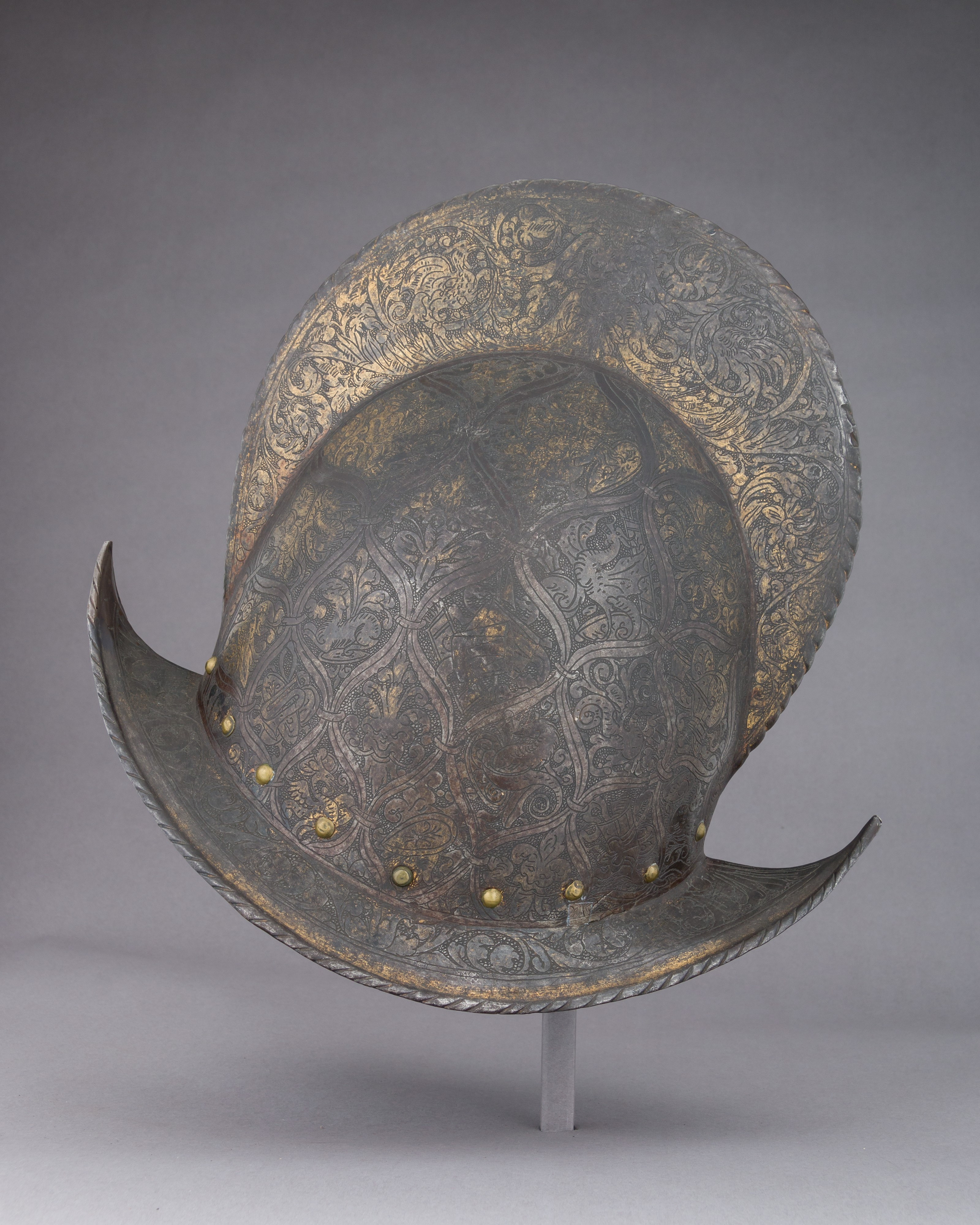
Моріон
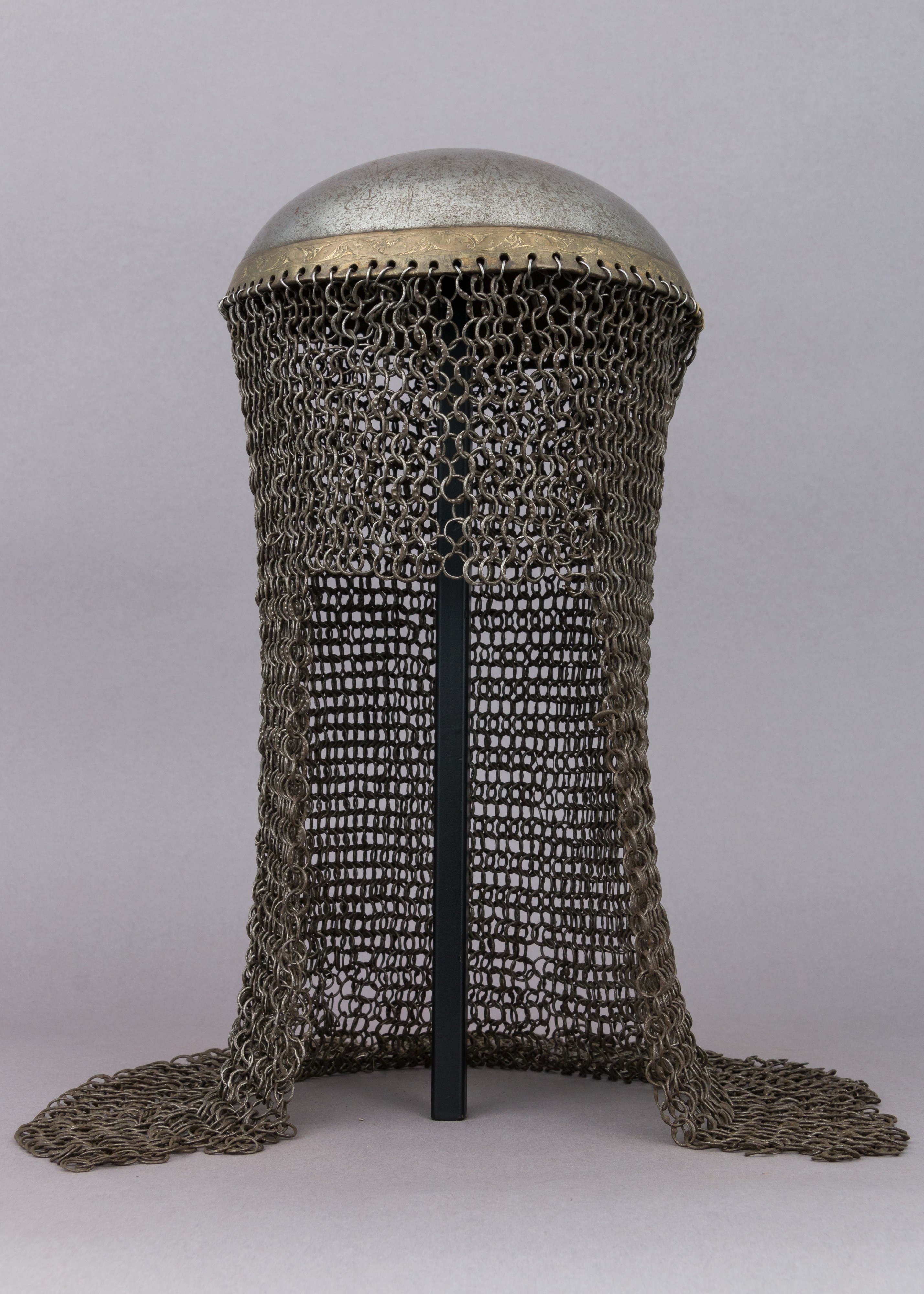
Мисюрка

### Новий час
- Ківер — шкіряний шолом європейських армій XVIII—XIX століть.
- Драгунський шолом — тип військового шолома, який з'явився в епоху Відродження, але був особливо популярним з II пол. 18 ст. і в 19 ст., зокрема під час наполеонівських воєн.
- Чапка — головний убір уланів.
- Гренадерка — головний убір гренадерів.

### Новітня історія
- Корковий шолом — легкий шолом, який використовували європейці у XIX с. в районах зі спекотним і вологим тропічним кліматом. Використовувався і як елемент одягу європейських військ колоніальної епохи.
- Пікельгельм — шпичастий шолом, який використовувався у XIX-ХХ століттях європейськими арміями. Зараз — елемент парадного одягу поліції і армії низки країн.
- Каска Адріана — французький військовий шолом, що перебував на озброєнні армій низки країн, з Першої до Другої світових воєн.
- Штальгельм — піхотний шолом, що перебував у використанні збройних сил Німеччини з 1916 по 1945 рік.
- Шолом Броді — британський сталевий шолом, розроблений та запатентований у 1915 році.
- Будьонівка — суконний шолом Червоної армії 1918—1940 рр.
- Mk III — британська сталева каска часів Другої світової війни та «холодної війни».
- СШ-40 — радянський сталевий шолом зразка 1940 року.
- СШ-60 — радянський сталевий шолом зразка 1960 року.
- СШ-68 — радянський сталевий шолом зразка 1968 року. В більшості країн, де використовувався, замінений на кевларові шоломи.
- М1 — сталевий шолом, що використовувався в армії США з початку Другої світової війни і до 1985 року.

### XXI століття
- MK 6, Mk 7
- PASGT  Helmet(Personal Armour System Ground Troops) — американський шолом, що замінив собою сталеву каску М1.
- SPECTRA (шолом)
- Advanced Combat Helmet[en] (ACH/MICH (Modular Integrated Communications Helmet))
- ТОР (TOR)[3]

## Будова

### Розміри
По при усі спроби вийти на єдині розміри військових шоломів, навіть в межах однієї країни, не має позитивних результатів, і залежать від виробника.
Загальний підхід відрізняється, наприклад: S(52-56), M(55-59), L(58-62), XL(61-64)
та M(52-54), L(554-58), XL(58-62)
Проте, виробник можуть робити шолом єдиного великого розміру, лише змінюючи систему кріплення до голови.
Або ж навпаки, підходити індивідуально щодо кожного конкретного розміру.

### Ступінь захисту
Єдиного загального стандарту ступеня безпеки захисного військового спорядження, в тому числі шоломів, не має. Зокрема, безпечність можна оцінювати різними методиками і отримувати різні результати. Також, безпечність щодо дії якого із факторів у бойових обставинах оцінюється — кулі, осколки, вогонь, хімічні речовини, несприятливі фактори зовнішнього середовища та інше.
Існує певний перелік систем оцінки ступеня захисту. В Україні — ДСТУ, у США — NIJ, у НАТО — STANAG 2920 (протиосколкова стійкість).

## Галерея

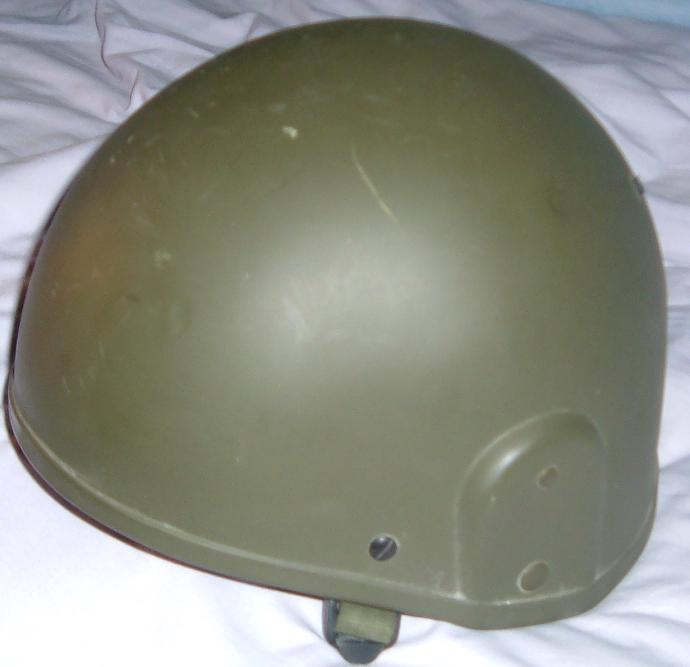
Військовий шолом MK 6
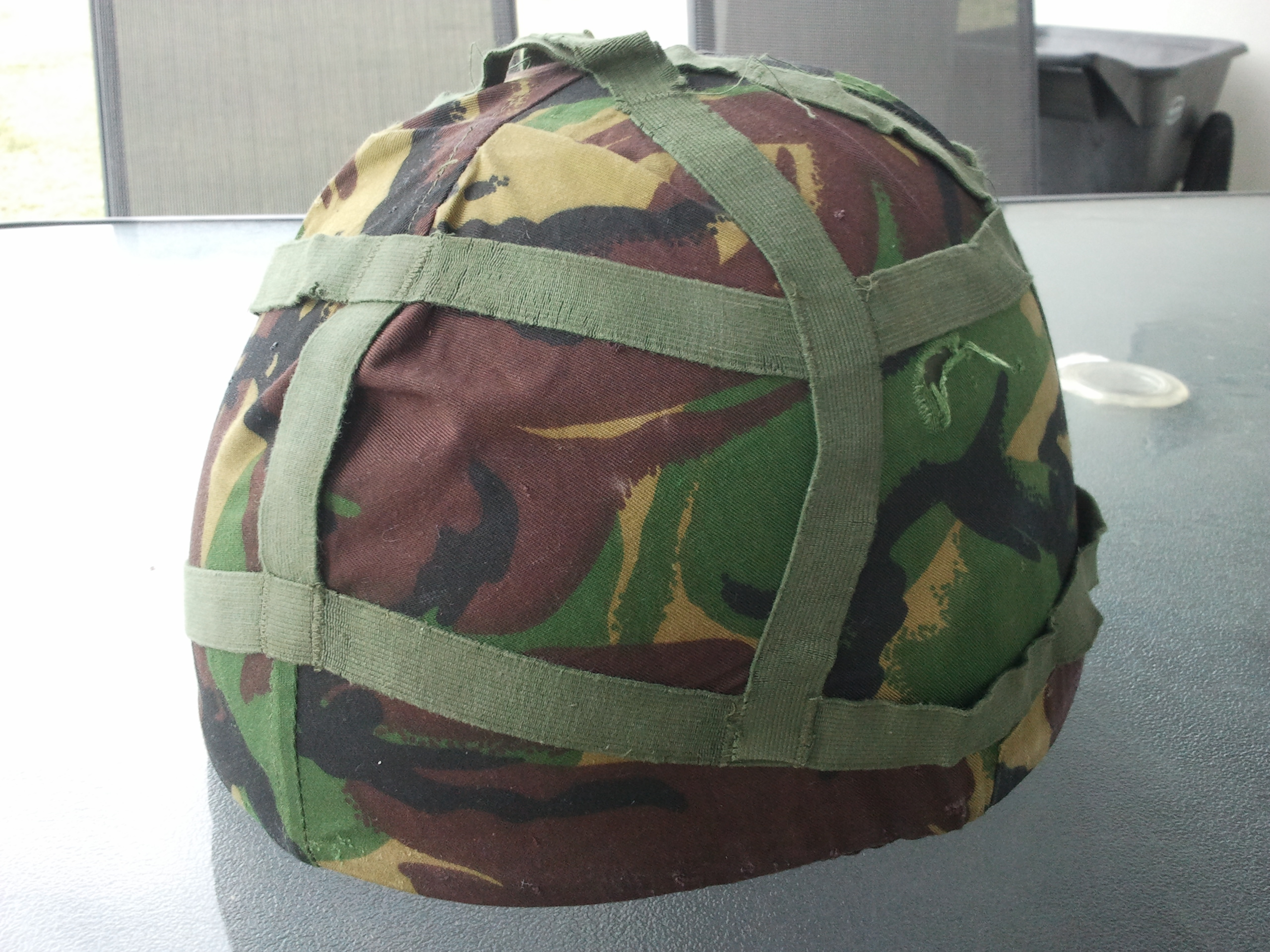
Військовий шолом MK 6 з камуфляжним кавером (чохол)
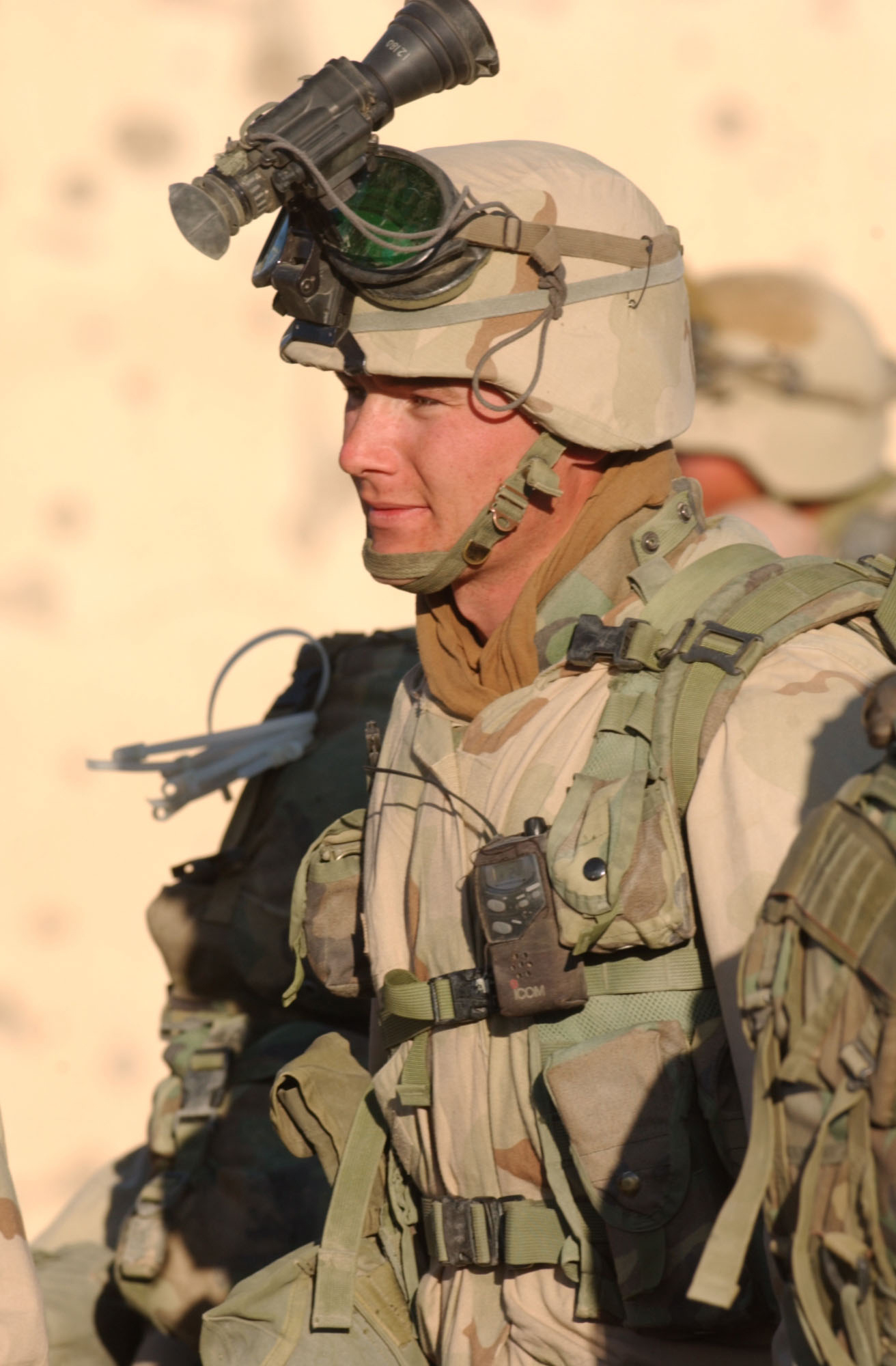
Шолом з 2-ох точковим ременем, вуха прикриті повністю, ПНБ на кріпленні типу NVG
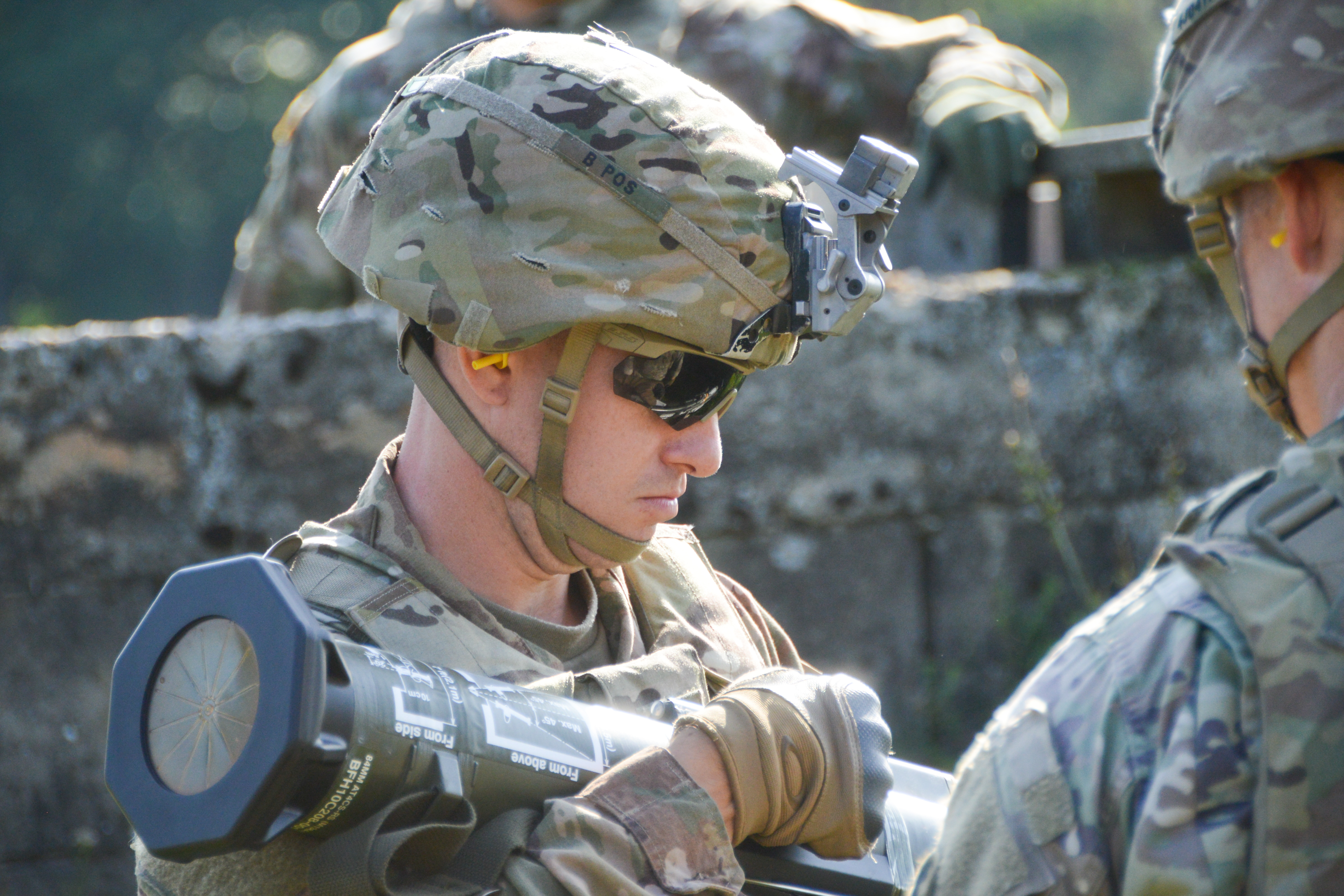
Шолом з 4-ох точковим ременем і знімна каретка на кріпленні типу NVG
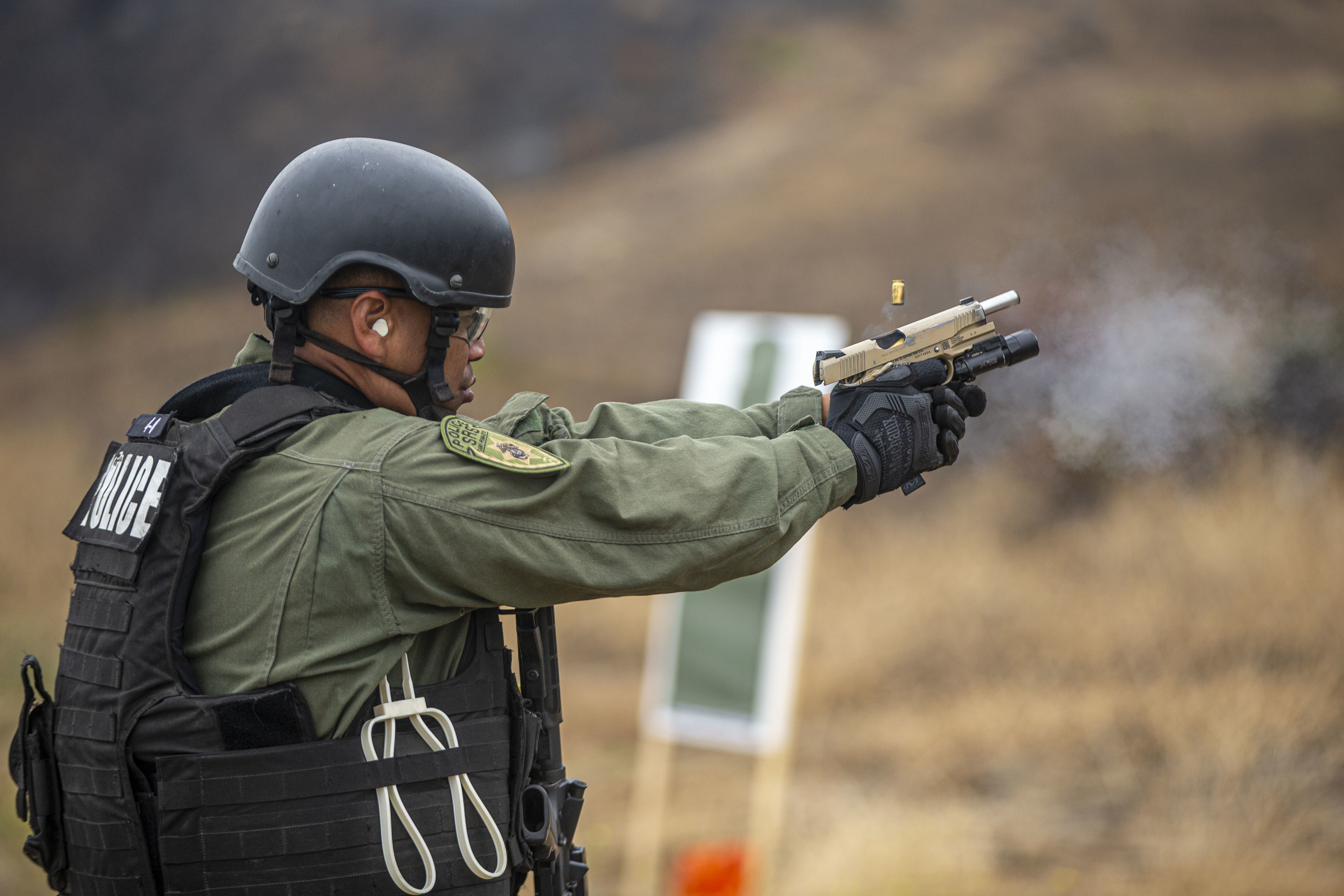
Шолом з вирізами для навушників - військовик без  навушників
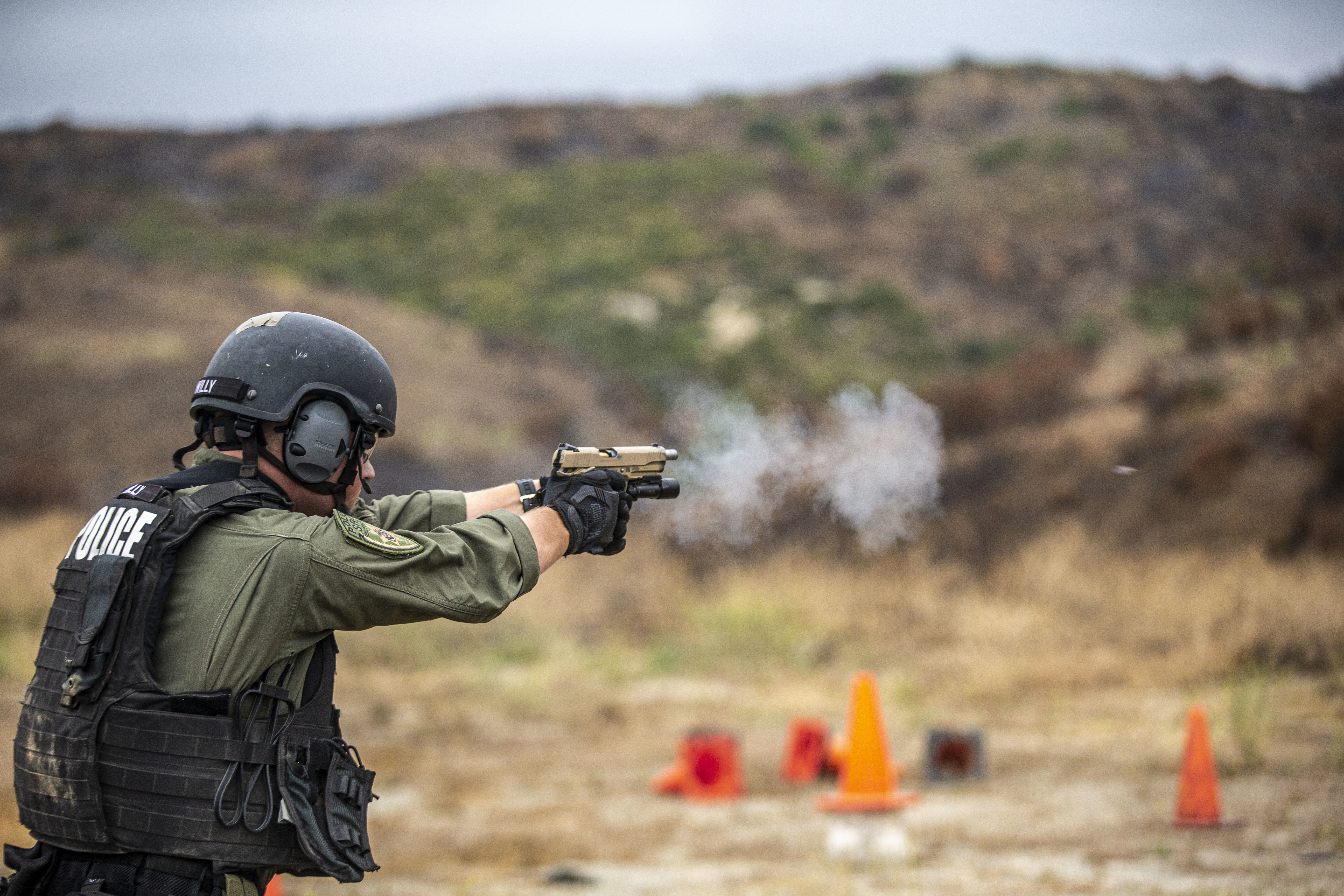
Шолом з вирізами для навушників - військовик у тактичних навушниках
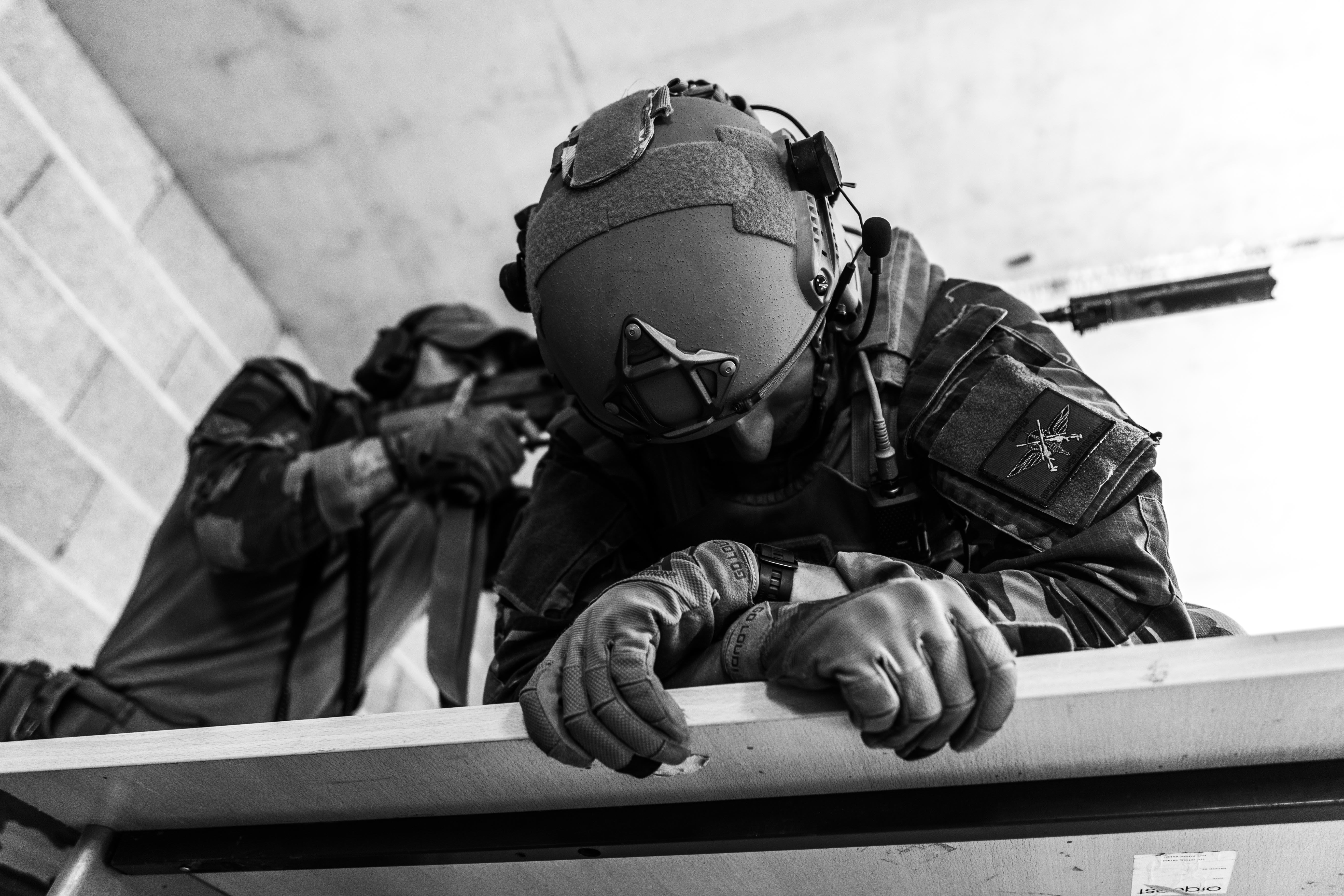
Тактичний шолом з незнімним кріпленням типу NVG (спереду по центру), та боковими рейками
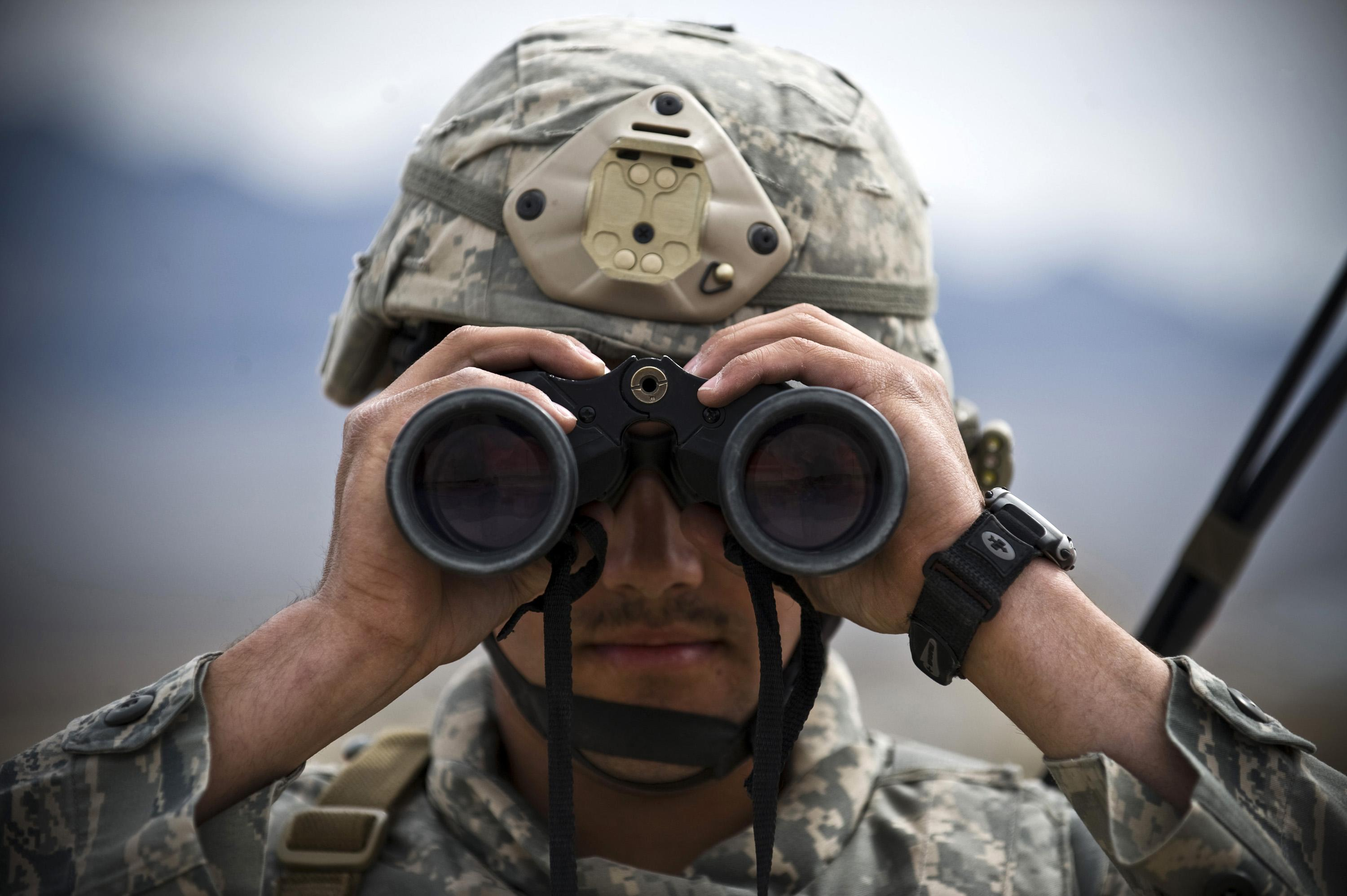
Шолом з іншою конструкцією незнімної каретка типу NVG (по центрі)
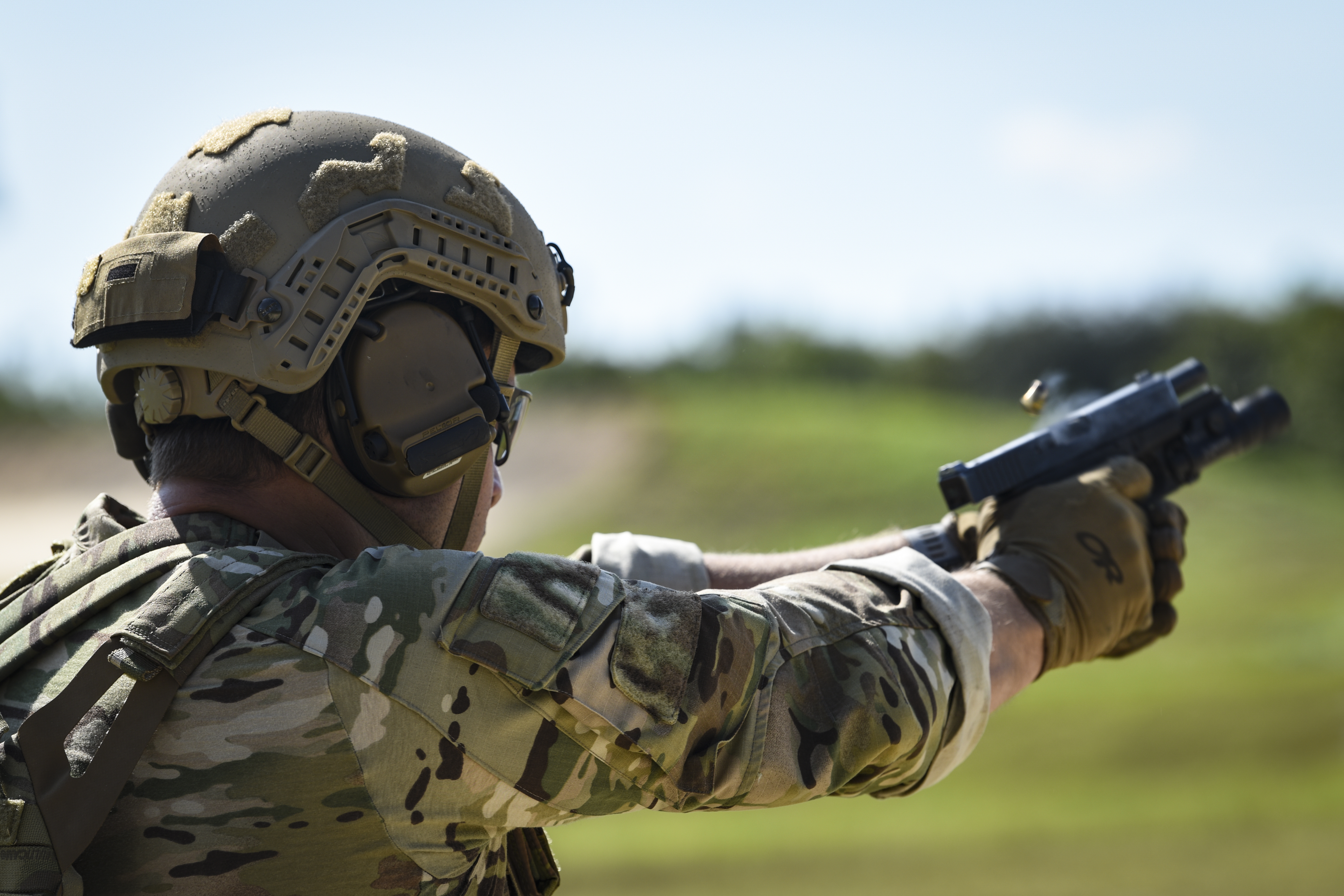
Тактичний шолом, добре видно специфічний підсумок (з заді по середині шолома), як противага